# Capdrot
Capdrot é uma comuna francesa na região administrativa da Nova Aquitânia, no departamento Dordonha. Estende-se por uma área de 45,64 km². Em 2010 a comuna tinha 502 habitantes (densidade: 11 hab./km²).